# Нагорена (Слободський район)
Нагоре́на (рос. Нагорена) — присілок у складі Слободського району Кіровської області, Росія. Входить до складу Шиховського сільського поселення.
Населення становить 18 осіб (2010, 2 у 2002).
Національний склад станом на 2002 рік — росіяни 100 %.